# Egipar
Das Egipar, auch Gigparku, bezeichnete das Heiligtum der Ningal (auch Nin-galdi). Ihr Tempel stand meistens im Bezirk des Mondgottes Nanna, der auch mit Sin gleichgesetzt wurde.

## Egipar in Ur
In der sumerischen Stadt Ur stand es im nördlichen Ortsbereich und grenzte an den Bezirk des dort als Haupt- und Mondgott verehrten Nanna. Das Zikkurat des Nanna wurde um 2100 v. Chr. vom König Ur-Nammu erbaut.
Rim-Sin I. erneuerte zunächst die Tempelanlagen und setzte seine Schwester 1764 v. Chr. mit dem Sin geweihten Namen En-ane-du ein. Nabu-na'id baute in seinem zweiten Regierungsjahr 554 v. Chr. das zwischenzeitlich verfallene Heiligtum wieder auf, belebte den alten Kult und ernannte seine Tochter nach alter Tradition mit ihrem neuen Namen En-nigaldi-Nanna zur Entu-Priesterin.
Im Tempelbezirk Egipar wurden bei archäologischen Ausgrabungen die Grabanlagen der dort lebenden Priesterinnen gefunden. Nach sumerischen und babylonischen Riten verbrachten die geweihten Töchter ihr restliches Leben als verheiratete Göttergattinnen in den Heiligtümern.

## Entu-Priesterinnen von Ur
| Name             | Regierungszeit (Kurze Chronologie) | Regierungszeit (Mittlere Chronologie) | Tochter des Königs … |
| ---------------- | ---------------------------------- | ------------------------------------- | -------------------- |
| En-Lipuscha      | 2325 v. Chr. bis ??                | 2389 v. Chr. bis ??                   | Karam-Sin von Sumer  |
| En-hedu-anna     | 2270 v. Chr. bis ??                | 2334 v. Chr. bis ??                   | Sargon von Akkad     |
| En-men-ana       | 2190 v. Chr. bis 2154 v. Chr.      | 2254 v. Chr. bis 2218 v. Chr.         | Naram-Sin von Akkad  |
| En-anna-pada     | 2104 v. Chr. bis 2090 v. Chr.      | 2168 v. Chr. bis 2154 v. Chr.         | Ur-Baba von Lagasch  |
| En-nirgal-anna   | 2043 v. Chr. bis 2025 v. Chr.      | 2107 v. Chr. bis 2089 v. Chr.         | Ur-Nammu             |
| En-nirzi-anna    | 2024 v. Chr. bis 1977 v. Chr.      | 2088 v. Chr. bis 2041 v. Chr.         | Schulgi              |
| Name unbekannt   | 1959 v. Chr. bis 1934 v. Chr.      | 2023 v. Chr. bis 1999 v. Chr.         | Ibbi-Sin             |
| En-anna-du       | 1764 v. Chr. bis ??                | 1828 v. Chr. bis ??                   | Kudur-Mabuk          |
| En-nigaldi-Nanna | 553 v. Chr. bis 539 v. Chr.?       |                                       | Nabu-na'id           |